# セコム工業
セコム工業株式会社（セコムこうぎょう、英語: SECOM INDUSTRIES Co., Ltd.）は、宮城県白石市に本社を置くセコムグループにおけるセキュリティ機器などの生産を行なっている日本の企業である。

## 所在地
本社、宮城第2物流センター（AED配送・ココセコム）
〒989-0295 宮城県白石市福岡深谷字南沖8番1
宮城第1物流センター（機器配送・物品配送・工事材料配送）
〒989-0296 宮城県白石市福岡深谷字南沖8番15
ハイプラント、菅生田倉庫
〒989-0231 宮城県白石市福岡蔵本字菅生田111番1

## 事業内容
- セキュリティ機器の開発設計業務、製造設計業務、並びに製造業務
- 物流業務
- ハーブの生産、販売